# 林树坤
林树坤（1957年3月24日—）湖北汉川人。现居瑞士巴塞尔。是学术出版公司MDPI的创办者和负责人。

## 新语丝科学精神奖
从2013年开始，自称是方舟子“铁杆粉丝”的林树坤通过MDPI公司赞助设立了“新语丝科学精神奖”，奖金1万瑞士法郎，每年由新语丝编辑部评选一次。2013年首届得主为何祚庥，2014年为饶毅。